# Carlos Durán Rubio
Carlos María Durán Rubio  (Montevideo, Uruguay, 7 de mayo de 1899 - 14 de enero de 1968), fue un magistrado uruguayo, quien se desempeñó como miembro del Tribunal de lo Contencioso Administrativo desde 1962 hasta su muerte.

## Primeros años
Nació en Montevideo el 7 de mayo de 1899,hijo de Carlos Domingo Durán y de Esperanza Rubio. 
Cursó estudios en la Facultad de Derecho de la Universidad de la República hasta obtener el título de abogado en 1924.

## Fiscal en el interior
En diciembre de 1924 ingresó al Ministerio Público al ser designado Agente Fiscal Letrado de Tacuarembó.
En agosto de 1925 fue trasladado a la Fiscalía Letrada de Flores.
En enero de 1934 fue nombrado Fiscal Letrado de Maldonado.
En mayo de 1944 fue nuevamente trasladado a la Fiscalía Letrada de San José,que sería su último destino en el interior del país.

## Fiscal en la capital
En octubre de 1949 ascendió a cumplir funciones en Montevideo al ser designado Fiscal del Crimen de Primer Turno,cargo que desempeñó durante doce años.

## Tribunal de lo Contencioso Administrativo
El 28 de febrero de 1962 la Asamblea General lo designó, por 88 votos, como miembro del Tribunal de lo Contencioso Administrativo (TCA), junto a Alberto Sánchez Rogé, José María França, Juan Carlos Nario y José María Piñeyro.Prestó juramento el mismo día. 
Dicho tribunal se encontraba completamente desintegrado luego del cese de quienes habían conformado su primera integración en 1952, Eliseo Bordoni Posse, Fermín Garicoits, Carlos María Larghero, Raúl Moretti y Roberto Zubillaga.
Hubiera podido permanecer en el Tribunal hasta cumplir los 70 años de edad en 1969, pero falleció el 14 de enero de 1968, a los 68 años.Fue el primer integrante del TCA en fallecer en el ejercicio de su cargo desde la creación de dicho tribunal en 1952. 
La Cámara de Senadores le rindió homenaje un mes después de su fallecimiento.
La vacante que dejó fue cubierta con el ingreso de Carlos Fleurquin Narbondo en su calidad de ministro más antiguo de los Tribunales de Apelaciones, como lo preveía la nueva Constitución de 1967.

## Vida personal
Contrajo matrimonio en 1925 con María Margarita O'Brien Rebollo,matrimonio que no dejó descendencia.